# Avellanosa de Muñó (kommun)

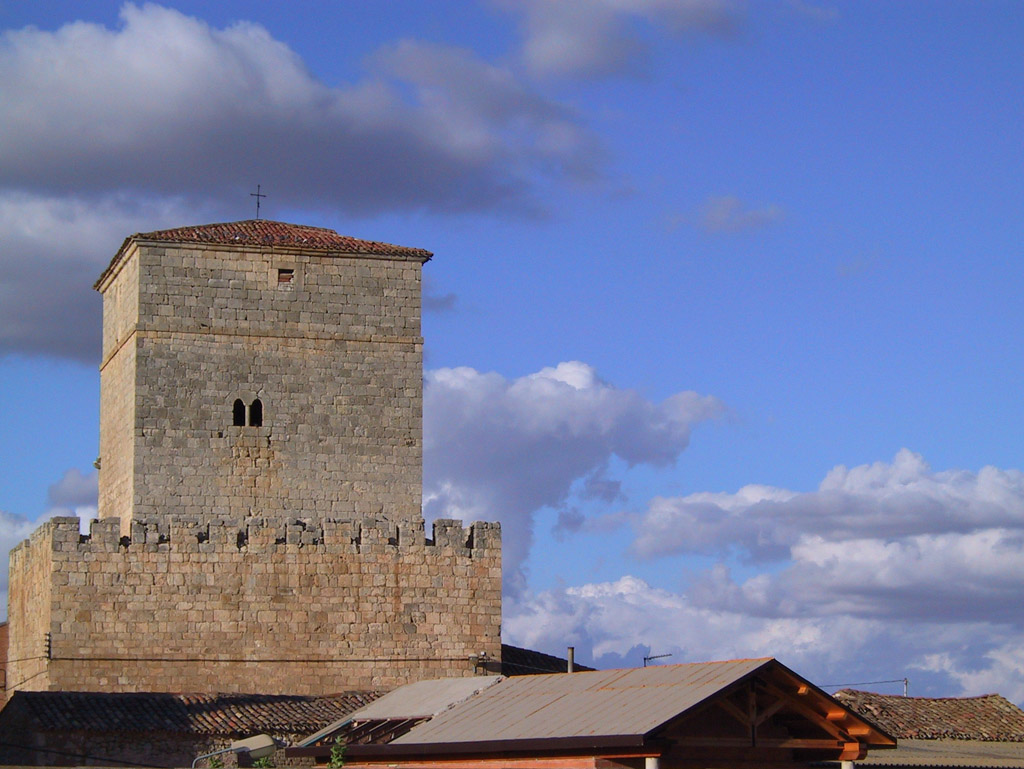
Torrecitores (Värntorn, 2003.)

Avellanosa de Muñó är en kommun i Spanien.   Den ligger i provinsen Provincia de Burgos och regionen Kastilien och Leon, i den centrala delen av landet, 180 km norr om huvudstaden Madrid. Antalet invånare är 119.